# Codona
Codona è un gruppo musicale jazz statunitense, costituitosi nel 1977 e formato da Collin Walcott (sitar, tabla, sanza, dulcimer, timpani e voce), Don Cherry (tromba, flauto, doussn'gouni, melodica, organo e voce) e Naná Vasconcelos (berimbau, cuíca, percussioni e voce).
Il nome Codona deriva dalla sillaba iniziale dei nomi (Collin, Don, Nanà) dei tre componenti.
Probabilmente fu il primo gruppo che mescolò elementi di tradizioni folk latino americane e africane. Codona realizzò l'unione di tre importanti talenti della musica jazz. Il percussionista Naná Vasconcelos contribuiva con i ritmi tipici della musica brasiliana, Collin Walcott aggiungeva strumenti musicali indiani, mentre Don Cherry sosteneva la musica del gruppo con altri strumenti, fra cui la tromba di cui era un virtuoso.
Il gruppo registrò tre album nel periodo 1978-1982.
Il gruppo si formò su suggerimento di Manfred Eicher, fondatore della casa discografica ECM. Cherry aveva collaborato alla realizzazione dell'album di Walcott, dal titolo Grazing Dreams e Walcott aveva incontrato Vasconcelos durante la registrazione del disco di Egberto Gismonti Sol do Medio Dia.
I tre album registrati dal trio Codona ebbero un accoglimento favorevole da parte della critica e del pubblico e furono considerati come l'inizio del movimento che diede origine negli anni ottanta alla world music.

## Discografia
- Codona, Vol. 1 (ECM/Polygram, 1978)

1. Like That of Sky
2. Codona
3. Colemanwonder
4. Mumakata
5. New Light

- Codona, Vol. 2 (ECM/Polygram, 1980)

1. Que Faser
2. Godumaduma
3. Malinye
4. Drip Dry
5. Walking On Eggs
6. Again And Again Again

- Codona, Vol. 3 (ECM/Polygram, 1982)

1. Goshakabuchi
2. Hey Da Ba Doom
3. Travel By Night
4. Lullaby
5. Trayra Boia
6. Clicky Clacky
7. Inner Organs